# Pascal Pinard
Pour les articles homonymes, voir Pinard.
Pascal Pinard est un nageur handisport français, né le 10 septembre 1965 à Redon.

## Palmarès
Aux Jeux paralympiques d'été de 1992, il remporte cinq médailles d'or (4 × 50 mètres 4 nages, 100 mètres nage libre S5, 100 mètres brasse S4, 50 mètres papillon S5, 200 mètres 4 nages SM5), une médaille d'argent sur 4 × 50 mètres nage libre et deux médailles de bronze (50 mètres nage libre S5 et 50 mètres dos S5). 
Il obtient quatre  médailles aux Jeux paralympiques d'été de 1996 à Atlanta : une médaille d'or sur 100 mètres brasse SB4, une médaille d'argent sur 200 mètres 4 nages SM5 et deux médailles de bronze, sur 50 mètres dos S5 et sur 50 mètres papillon S5.
Il est triple médaillé d'argent aux Jeux paralympiques d'été de 2000 à Sydney (100 mètres brasse SB4, 50 mètres papillon S5 et 200 mètres 4 nages SM5).
Aux Jeux paralympiques d'été de 2004 à Athènes, il est sacré champion paralympique sur 100 mètres brasse SB6 et double médaillé de bronze, sur 50 mètres papillon S5 et sur 200 mètres 4 nages SM5.